# ピアノソナタ第19番 (シューベルト)
ピアノソナタ第19番 ハ短調 D 958 は、フランツ・シューベルトが作曲したピアノソナタ。

## 概要
作曲者最晩年のピアノソナタ3部作（第19番、第20番、第21番）の一つであり、1828年9月に作曲された。
シューベルトは3部作のソナタをヨハン・ネポムク・フンメルに献呈するつもりだったが、1837年にフンメルが亡くなったために1839年にこれらを出版したアントン・ディアベリは献呈先をロベルト・シューマンに変更した。
3曲まとめて論じた英語版の記事において、創作の過程などが取り上げられている。

## 曲の構成
4楽章構成。
- 第1楽章 アレグロ
ハ短調、4分の3拍子、ソナタ形式。
半音階的に上昇する力強い第1主題、厳粛な平行調の第2主題からなる。展開部は幻想的な音形、4分の3拍子という舞踊という特徴をもつ。特に第一主題はベートーヴェンの創作主題による32の変奏曲の主題の影響が強い。
- 第2楽章 アダージョ
変イ長調、4分の2拍子、ロンド形式。
穏やかな楽章。自由な転調は遠隔調ホ長調に至る。
- 第3楽章 メヌエット (アレグロ) - トリオ
ハ短調 - 変イ長調、4分の3拍子。
右手オクターブ奏法を左手が支える簡単な楽章。
- 第4楽章 アレグロ
ハ短調、8分の6拍子、ロンドソナタ形式。
提示部を繰り返さない（シューベルト最後期のフィナーレに固有の）ロンドソナタ形式のタランテラ。終楽章にタランテラを配置するのは弦楽四重奏曲第14番『死と乙女』の前例があるが、その中にリート形式の嘆きの歌が現れる。